# 单丁齿蚕
单丁齿蚕（学名：Phalacrophorus uniformis）为无指蚕科丁齿蚕属的动物。分布于热带大西洋、温带和热带印度洋、太平洋，包括东海黑潮区、南海等海域。